# Mary Forbes
Mary Forbes (30 de dezembro de 1879 ou 1883 – 22 de julho de 1974) foi uma atriz de cinema britânica. Ela atuou em mais de 130 filmes entre 1919 e 1958.

## Filmografia parcial
- Nance (1920)
- The Thirteenth Chair (1929)
- The Trespasser (1929)
- Sunny Side Up (1929)
- Her Private Life (1929)
- So This Is London (1930)
- East Is West (1930)
- Born to Love (1931)
- The Man Who Came Back (1931)
- Chances (1931)
- The Brat (1931)
- Vanity Fair (1932)
- Bombshell (1933)
- Transatlantic Merry-Go-Round (1934)
- You Can't Buy Everything (1934)
- The Imperfect Lady (1935)
- The Awful Truth' (1937)
- Another Dawn (1937)
- Everybody Sing (1938)
- Three Loves Has Nancy (1938)
- You Can't Take It with You (1938)
- Fast and Loose (1939)
- The Adventures of Sherlock Holmes (1939)
- Private Affairs (1940)
- South of Suez (1940)
- Nothing But the Truth (1941)
- The Great Impersonation (1942)
- Klondike Fury (1942)
- Sherlock Holmes in Washington (1943)
- Women in Bondage (1943)
- The Picture of Dorian Gray (1945)
- Terror by Night (1946)